# Baza
Baza est une ville d’Espagne, située dans le nord-est de la province de Grenade dans la communauté autonome d’Andalousie.

## Géographie

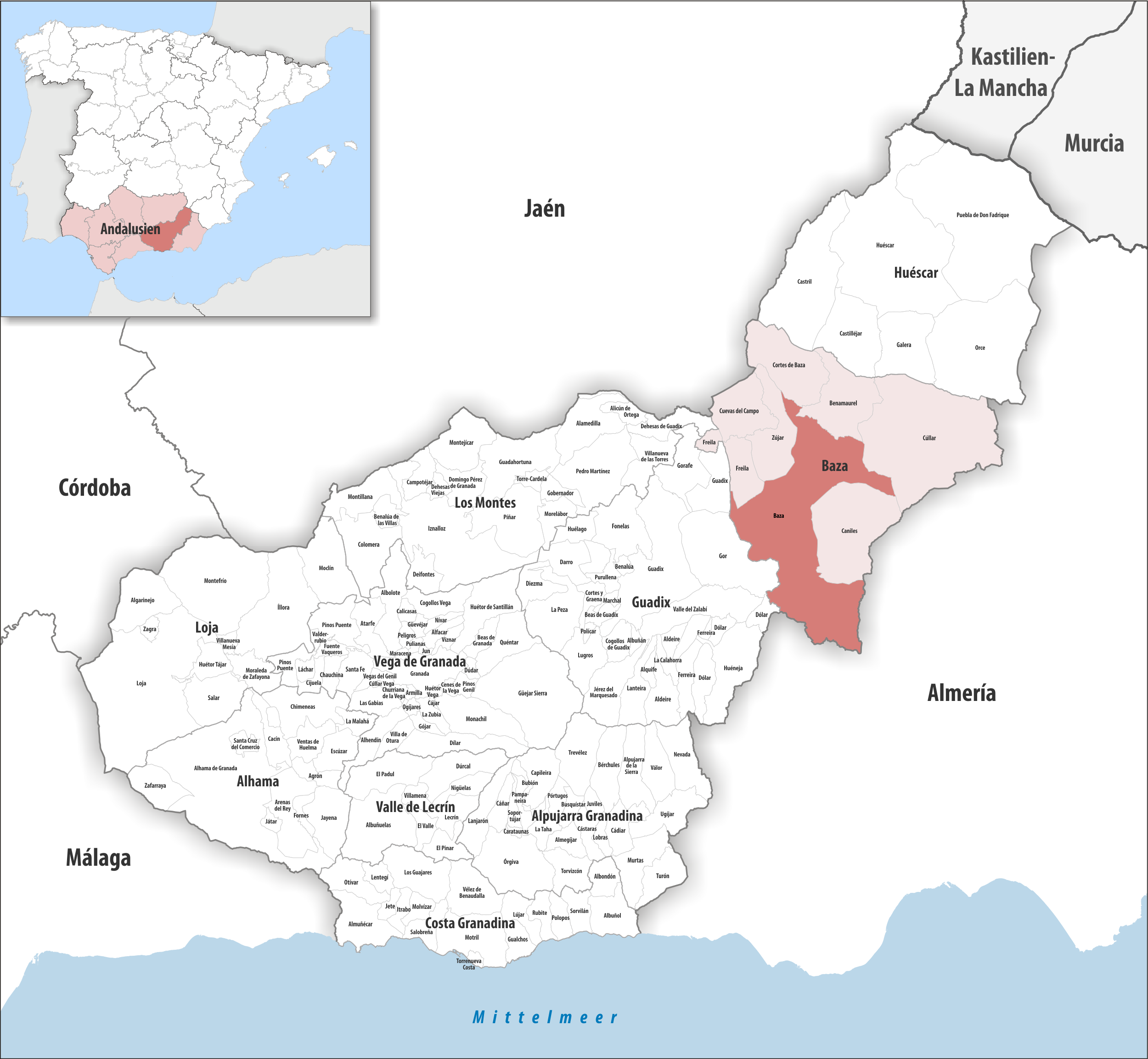
Baza dans la comarque de Baza, province de Grenade / en Andalousie

### Localisation
La commune de Baza se trouve dans le sud-est de l'Espagne, vers l'est de la province de Grenade et dans le sud et le centre de la comarque de Baza.
La moitié sud de la commune est incluse dans le parc naturel de la sierra de Baza ; la sierra de Baza prolonge vers l'ouest et sur la province de Grenade la sierra des Filabres située sur la province d'Almería.
Grenade est à 96 km sud-ouest ;
Almería (le plus proche accès à la mer) à 118 km sud-sud-est ;
Madrid à 432 km nord ;
Gibraltar à 351 km sud-ouest (distances par route).

### Hydrographie
Réservoir du Negratín
La pointe nord de la commune est traversée dans le sens est-ouest par une petite partie du réservoir du Négratin (es), et plus précisément la branche du réservoir formée par le Guardal, qui y conflue avec le Guadiana Menor – ce dernier un affluent du fleuve Guadalquivir.

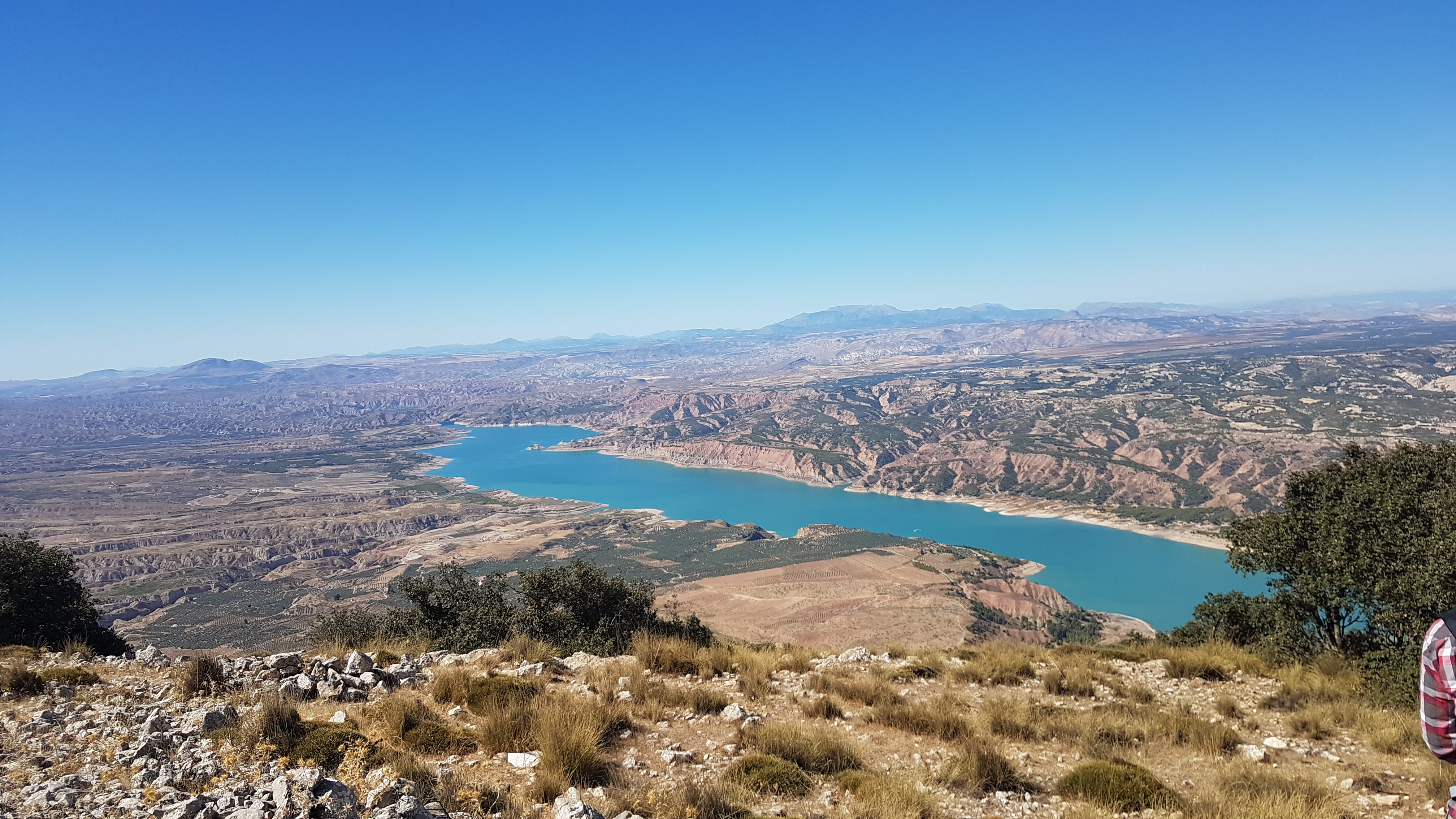
Branche du sur Zújar (premier plan) et sur Baza (en arrière-plan).

Noter que la sécheresse de 2024 a été si forte que cette branche du réservoir est totalement à sec, hormis un petit filet d'eau du Guardal.
Cours d'eau
Le Guardal marque une partie de la limite de commune avec Benamaurel, et son affluent de rive droite (côté nord) le Castril marque une autre partie de la limite avec cette même commune. Le Baza, autre affluent du Guardal mais en rive gauche, marque aussi une partie de la limite de commune avec Benamaurel, après avoir traversé la commune de Baza dans le sens sud-nord en venant de Caniles où il prend source.

### Généralités
C'est la plus grande commune de la province de Grenade, avec une superficie de 545 km2.[réf. nécessaire] On y trouve des eaux sulfureuses qu’elle reçoit de la fontaine d'Alcrebite.[réf. nécessaire] Baza est aussi la plus grande ville de la vallée de Baza et le chef-lieu de la comarque de Baza qui comprend huit municipalités.
Une des particularités de la vallée de Baza (es) est la nature de son sol, très argileux. On y trouve aussi des habitats troglodytes ou cuevas (grottes), occupés par la suite par les Maures, puis plus tard par les paysans les plus pauvres.[réf. nécessaire]
Dans la partie montagneuse au sud, à une petite quinzaine de kilomètres au sud-ouest de Baza, se trouve le sommet de Santa Bárbara, plus haut sommet de la sierra de Baza[réf. nécessaire] à 2 269 m d'altitude.

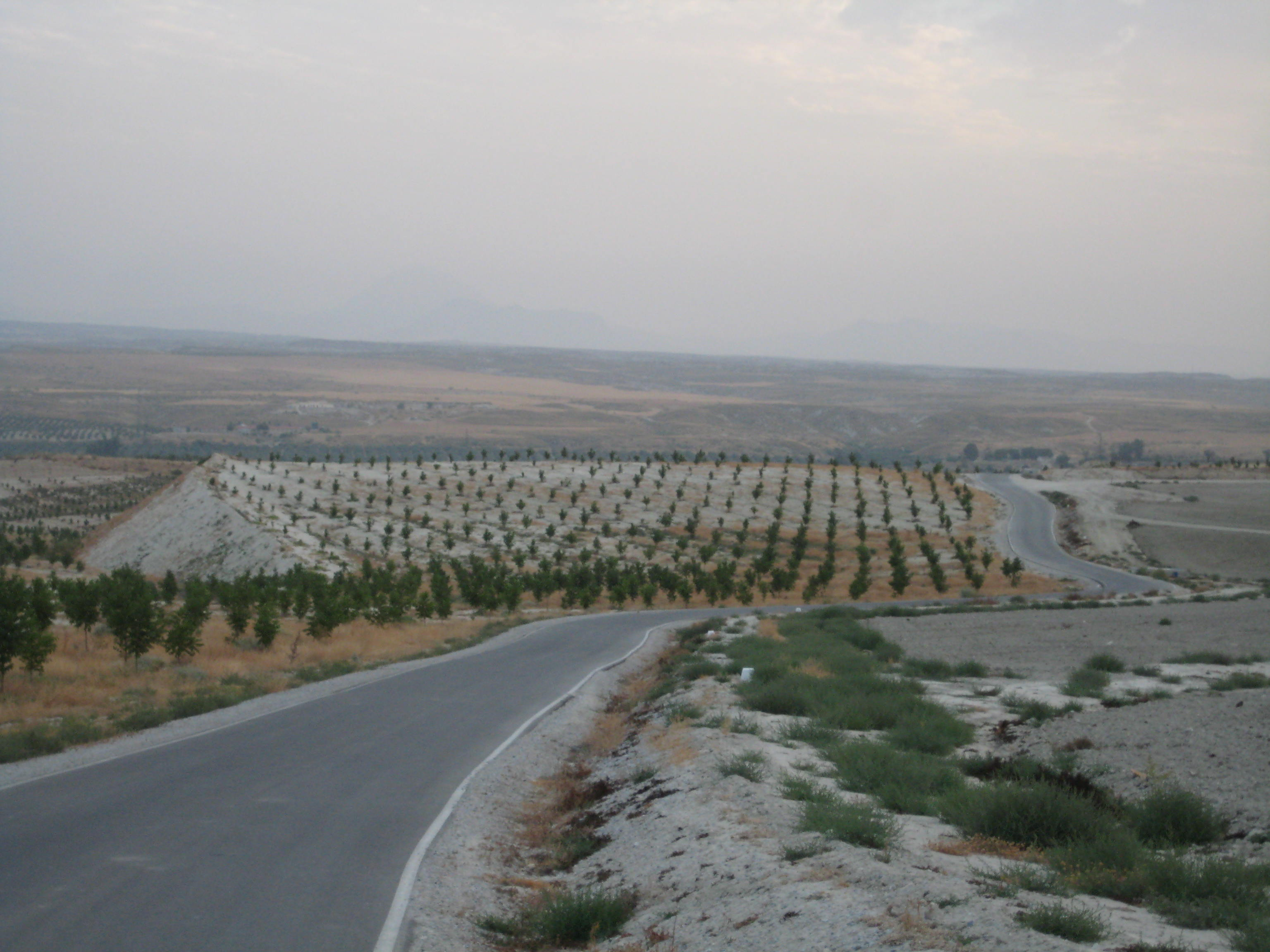
Les alentours de la vallée de Baza
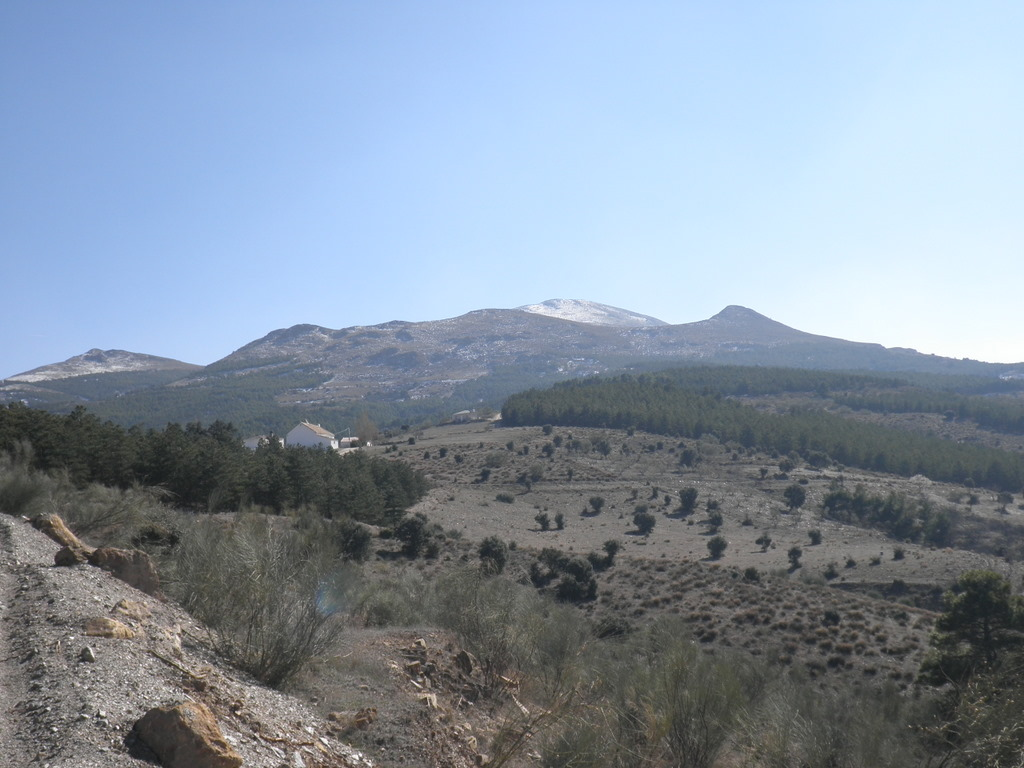
Sierra de Baza
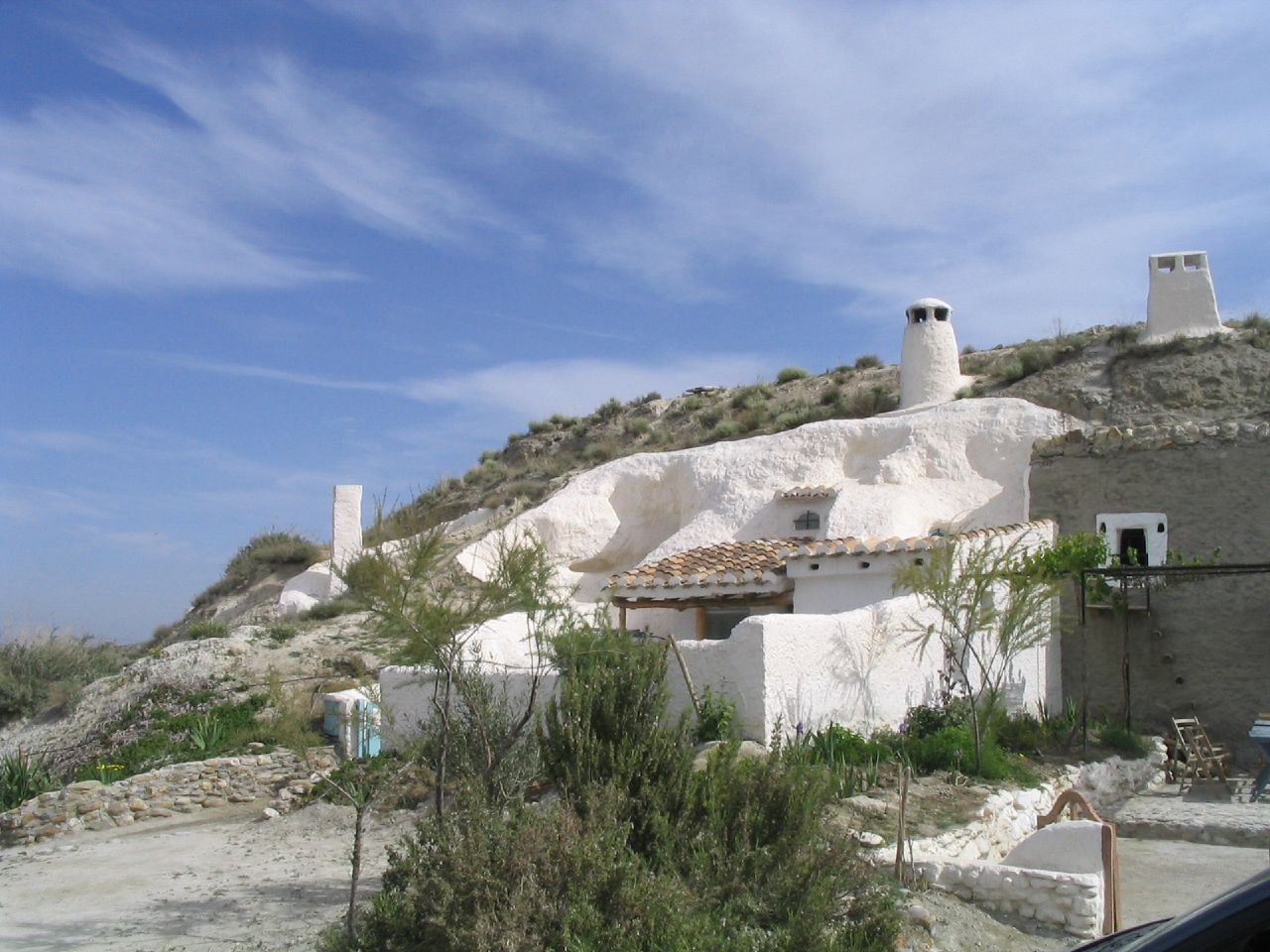
Maisons troglodytes
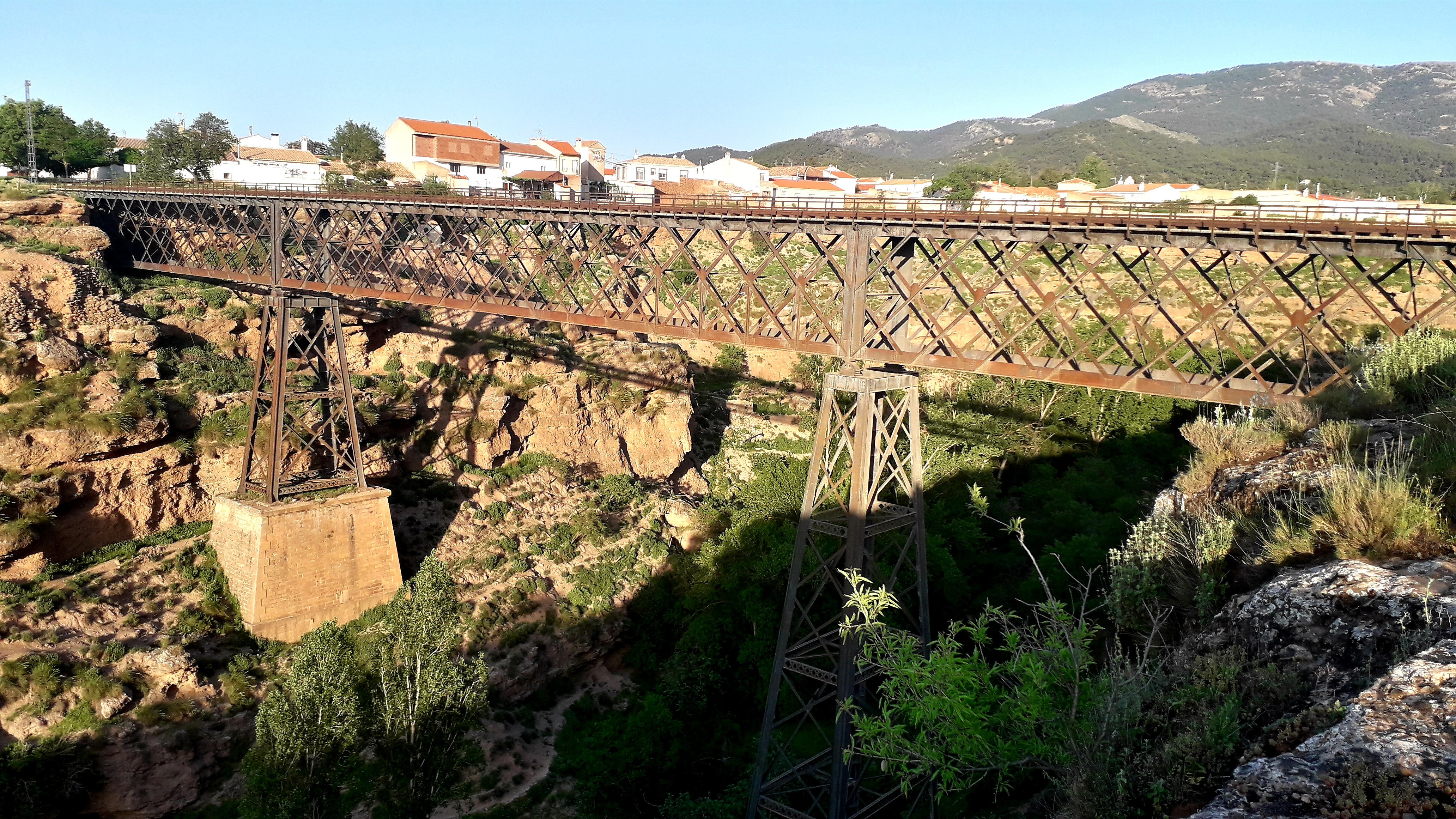
Le pont de Baúl, de l'ancien chemin de fer entre Baza et Gor

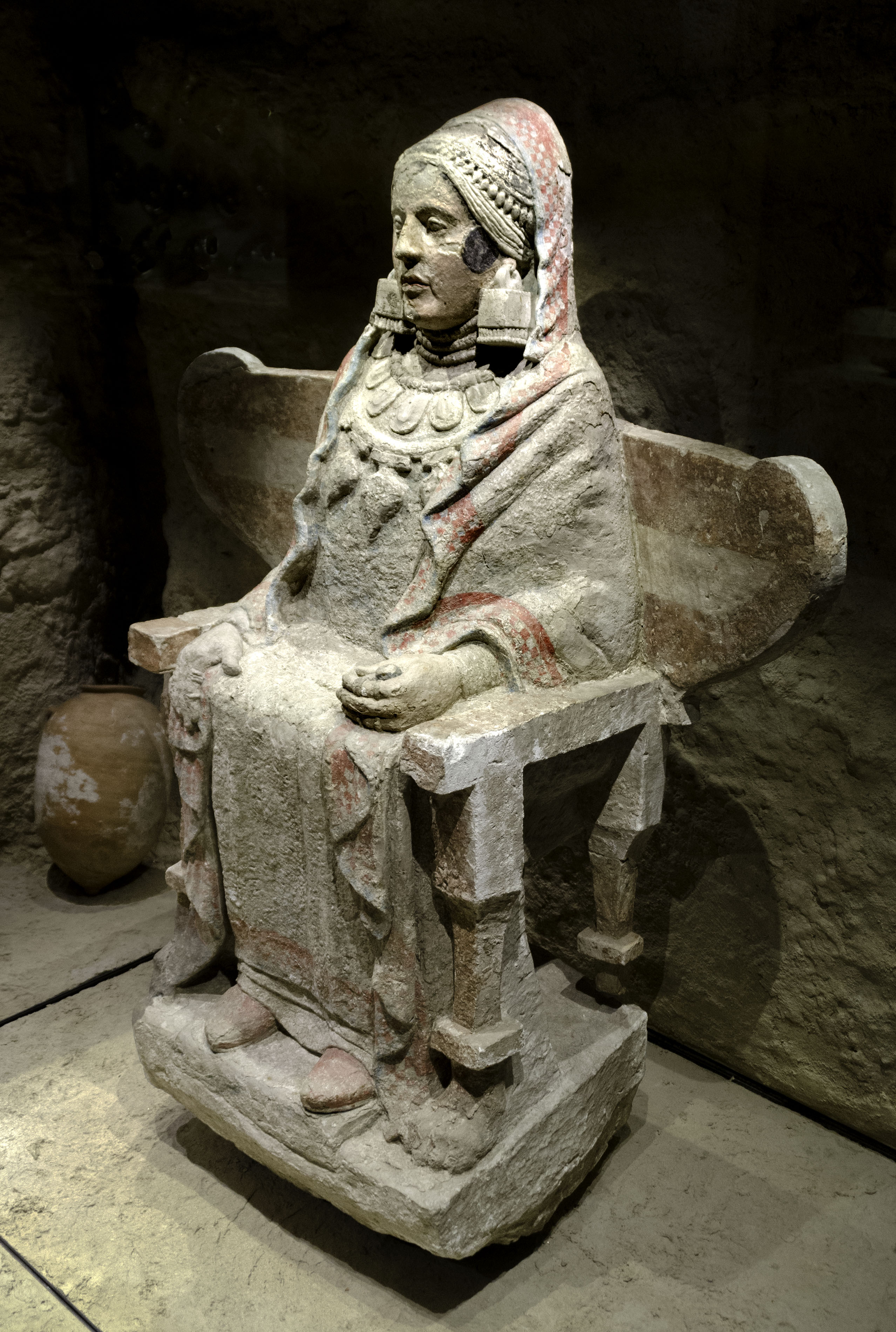
Dame de Baza

## Histoire

### Préhistoire et protohistoire
L'exploitation des minéraux dans la région remonte à la préhistoire ; parmi les lieux dédiés à cette entreprise, sont cités Cortijo Arévalo (sur Caniles), Santaolalla et los Rodeos (sur Baza).
À l'époque ibère et dans l'Espagne byzantine, la ville de Baza est une ville importante du nom de Basti (es). On y a découvert la célèbre Dame de Baza, une statue funéraire vieille de plus de 2 000 ans.[réf. nécessaire]

### Antiquité
Les Romains conquièrent la ville et la développent.[réf. nécessaire]
À l'époque du haut-empire romain, faisant abstraction des 16 sites alentour, Baza a deux sites d'extraction de minerais : las Aleras et los Enebrillos 1, entre le bassin versant des eaux du Balax et celui des eaux du Sauco. Au Bas-Empire les 18 sites deviennent 26, l'extraction passe à une plus grande échelle. Au moins deux chemins historiques peuvent transporter les produits des mines :
le chemin de Caniles à los Baños et qui passe par Basti ; et
le chemin de Cúllar a Caniles, qui connecte les mines à la via Augusta. Le chemin de Gérgal à Caniles a probablement une origine romaine lui aussi, car il passe aux Aleras et aux Enebrillos 1.
L'extraction du plomb continue dans l'ouest de la sierra, et on voir une prolifération de petites exploitations de minerai de fer et de cuivre, avec sur Caniles la fonderie de Cortijo Arévalo, et sur Baza le Barranco de las casas de Santaolalla 1-2 et le Picón del Castellón de los Rodeos. Ces exploitations de petite taille et sans grandes structures architecturales peuvent être interprétées comme des sites d’autosuffisance quasi domestique, probablement travaillées en régime saisonnier.
Seul le site de Montones de Piedras (sur Baza) diffère : situé sur un promontoire à côté de la rambla de Maclite, il s'étend sur un hectare et demi et inclut de nombreuses structures de bâti quadrangulaire avec des murs en maçonnerie d'un mètre d'épaisseur. Du côté de son accès naturel au sud, se trouvent deux grandes lignes parallèles d'empilements de roches carbonatées, que Sanchez (1991) a interprété comme des remparts. Caballero et al. (2017) pensent que celle interprétation est contredite par l'absence de parements et de mortier ; et comme ils ne connaissent pas de mines historiques dans les environs proches, ils pensent que ce site pourrait être lié à des pratiques d'élevage ou de chasse en haute montagne. La chronologie tardive du site fait qu'il ne peut pas être associé à l'extraction de l'or de l'époque du Haut-Empire. Il se trouve à environ deux kilomètres des Hoyas del Tullido.
Ces activités minières perdurent sans grands changement pendant l'Antiquité tardive.

### Moyen âge
À part l'exploitation de las Hoyas del Tullido qui perdure jusqu'au VIIIe siècle, pratiquement toutes les mines ferment.
Plusieurs communautés rurales s'installent dans les piémonts de la sierra, en particulier dans l'ancienne exploitation des Hoyas del Tullido, avec un petit fort arabe (Ḥiṣn (es)) sur le Cerro de la Zahurdilla, à côté des Covachas del Tullido sur Caniles, avec un petit cimetière musulman contigu ; et dans le cours inférieur du ruisseau de Morax, avec un enclos-refuge ou albacar, Portillo de la Semana 2 (sur Caniles), entouré par des établissements sur les pentes sur la rive opposée.
À l'époque musulmane, Baza devient une ville prospère, bien protégée par des murailles. Le grand mathématicien arabe Al-Qalasadi (القلصادي) y est né et y a vécu une grande partie de sa vie.[réf. nécessaire]
En 1489, les futurs Rois Catholiques (ils n'ont pas encore reçu ce titre) prennent la ville après un long siège. Baza devient alors une ville du royaume d'Espagne. Sa cathédrale est construite au siècle suivant.[réf. nécessaire]

### Époque contemporaine
Les mines

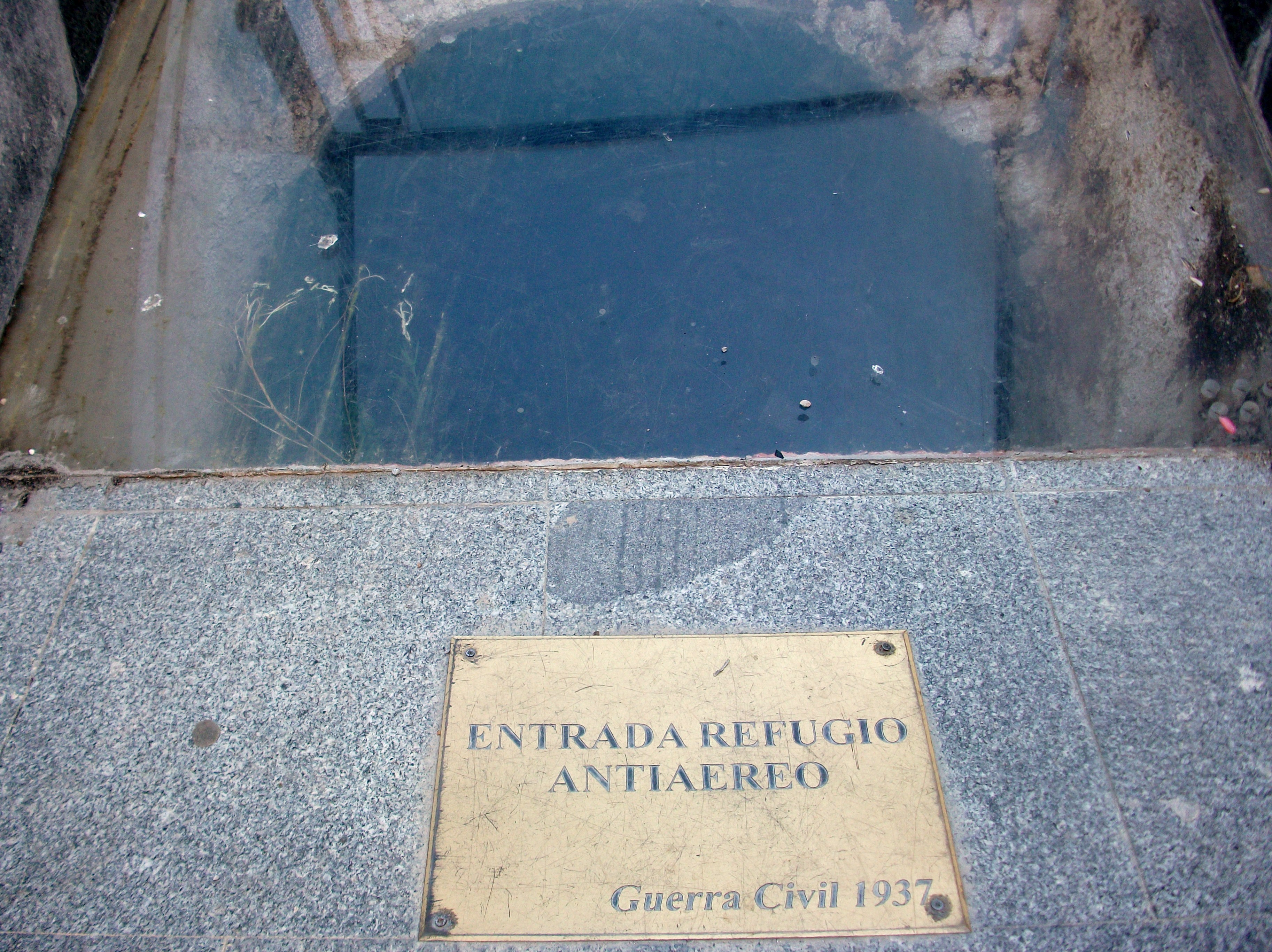
Porte d'un abri antiaérien pendant la guerre civile

Près du hameau abandonné d'El Tesorero, dans le ravin Uclías (sierra de Baza), se trouve un groupe de mines appelées globalement « mines du Tesorero » et qui inclut la mine Hernan Cortés, la mine París, la mine Casualidad, la mine Cortijo de Don Martín et la mine du Moro. Elles sont notées pour le cuivre, le bismuth et la sidérite, mais on y a aussi trouvé goethite, hématite, malachite, pyrite, chalcopyrite, azurite et quelques-autres minéraux. Ces mines ont été intensément actives à la fin du XIXe et au début du XXe siècle ; elles ont fermé en 1923. Ces mines importantes ont laissé des vestiges de nombreux bâtiments et installations, en particulier la mine Hernan Cortes qui avait six niveaux de galeries et un système de transport aérien pour les câbles de plus de 16 km de long.
Los Rodeos est un autre village minier abandonné.
Le chemin de fer
Baza est sur le trajet ferroviaire de Grenade à Murcie.
La concession d'exploitation pour cette ligne est attribuée en 1885 à l'entrepreneur britannique Edmund Sykes Hett, qui la transmet en 1887 à la Great Southern of Spain Railway (en) (GSSR), se réservant la sous-traitance de la construction de la ligne. Le tronçon Almendricos - Águilas (longueur 30,642 km) est inauguré officiellement le 1er avril 1890 ; le tronçon Almendricos - Lorca (longueur 23,702 km) est inauguré officiellement le 20 juillet 1890.

Mais la compagnie de construction créée par Hett fait faillite le 11 août 1890, ayant largement sous-estimé les difficultés et les coûts de construction dans ces régions montagneuses. La GSSR prend le relais tant bien que mal,.

Le chemin de fer depuis Lorca rejoint Baza le 14 décembre 1894 (mais il n'est relié à un port, Águilas, que le 27 mai 1899), principalement grâce aux efforts de Gustave Gillman (es) que certains créditent pour le développement hors normes des mines dans la sierra des Filabres en particulier : Gillman, constamment à la recherche de finances pour compenser les conséquences de la faillite de Hett, s'est démené pour vendre les services du chemin de fer aux mines sur le trajet de la ligne (ayant commencé avec la GSSR comme simple employé, il est nommé directeur général en 1897). C'est peut-être aussi en 1894 que la GSSR transmet la concession de la section de ligne de Baza à Grenade, à la Granada Railway Limited,.
Pour l'ouverture de la ligne vers l'ouest, une chose est sûre : elle n’a pu commencer à fonctionner qu'après l'été 1906, car une photo prise par Gillman au printemps 1906 atteste que le pont du Gor est toujours en construction. De graves problèmes d'infiltration d'eau ont fait glisser la première culée construite du côté est (côté Baza, en termes de directions ferroviaires), et la photo de Gillman montre le pont soutenu par des échafaudages en bois pendant que cette culée est démolie pour en reconstruire une plus grosse et plus profonde – en vain, car les infiltrations attaquent même la seconde culée construite et ce pont doit être abandonné pour un autre plus petit, plus près du village de Gor et imposant un détour de 2 km. En 1909 les trains passent sur le pont , mais depuis janvier 1907 les passagers doivent en descendre et le traverser à pied, suivis par le train à vide,. À cause de ces déboires, le pont est surnommé – fort injustement – "pont de tôle" (puente de lata).
García (2006) donne des dates plus précises tirées des articles respectifs de la Gaceta de los Caminos de hierro : la Granada Railway Company inaugure officiellement le tronçon de Guadix à Gor (longueur 17 km) le 19 novembre 1906 et le tronçon de Gor à Baza le 15 mars 1907,.
Ce pont, premier pont à cantilever construit en Espagne pour le chemin de fer, est déménagé et réinstallé à Durcal où il est inauguré de nouveau en 1923.
La ligne Baza – Guadix est abandonnée dans les années 1980. Le tronçon Almendricos-Baza est fermé le 1er janvier 1985.

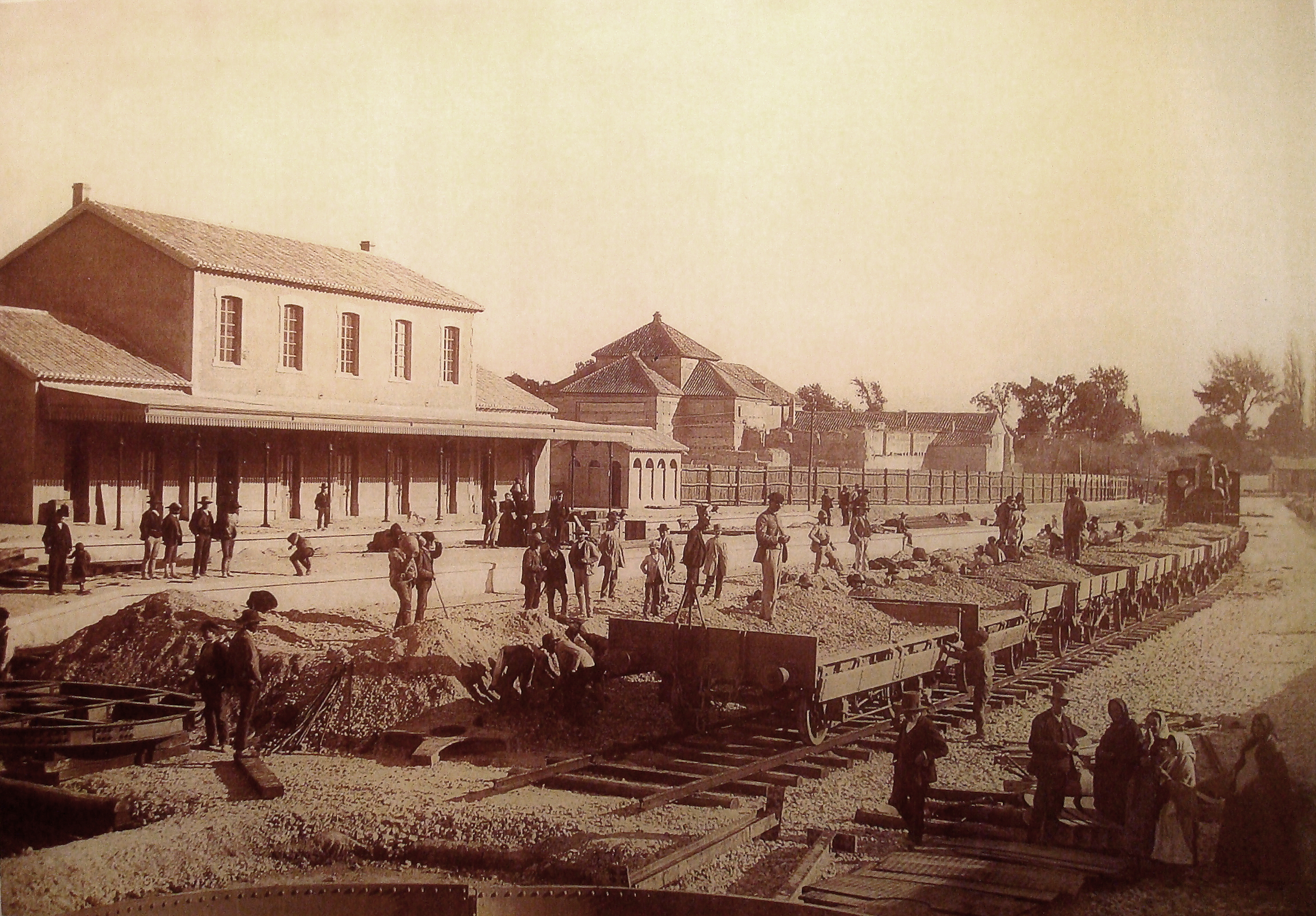
La voie ferrée en construction à Baza, vers 1894
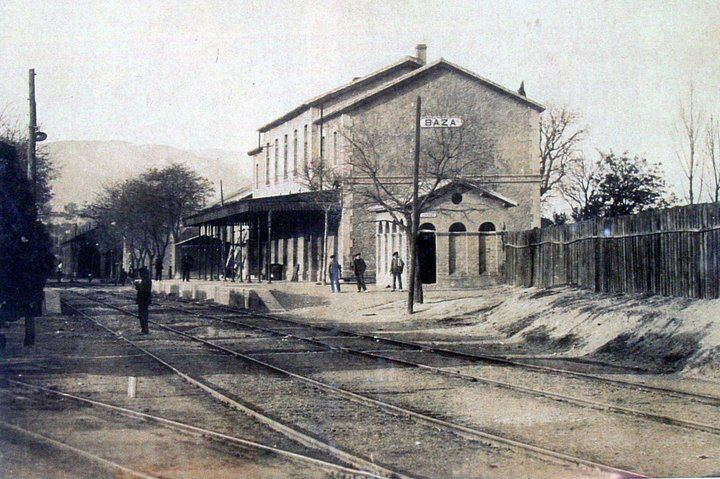
La gare de Baza vers 1920
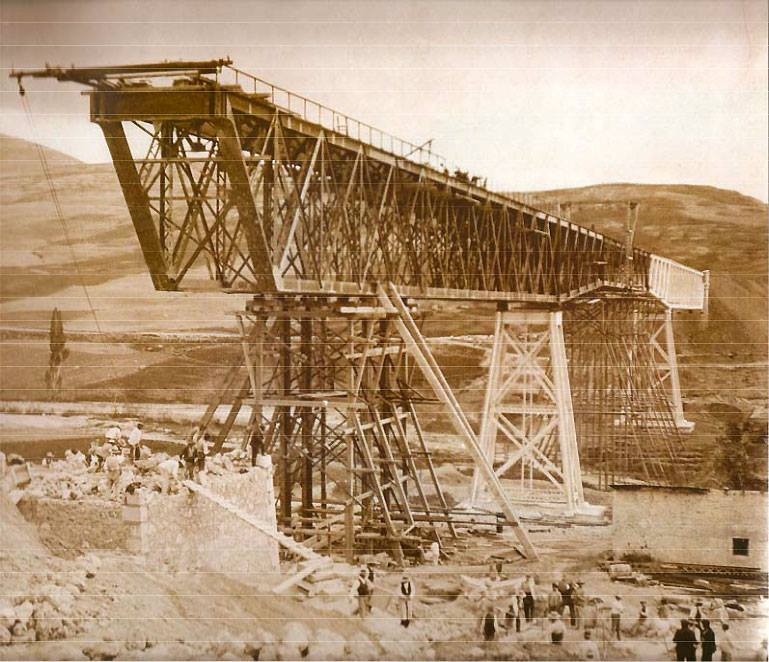
Le pont du Gor soutenu par des échafaudages pendant la démolition de la première culée, hiver 1905-1906. Photo Gillman

## Lieux, monuments, culture locale

### Dans Baza
- La cathédrale Notre-Dame de l'Incarnation de Baza, édifiée en style gothique au XVIe siècle.
- Les bains arabes de Baza ou de la Marzuela, également connus sous le nom de bains du quartier juif (Baños de la Judería), du XIIIe siècle (époque almohade). Structurés en trois salles principales, ils sont liés à l'ancienne mosquée, actuelle église de Santiago (es).
- Le fort de Baza (es).
- Aujourd'hui, Baza est connue pour sa vieille ville, ses monuments et sa fête traditionnelle, la Cascamorras, où les habitants se recouvrent de peinture noire dans une ambiance festive.
- La fontaine des Caños Dorados.
- La fontaine de l'Alcrebite et son bassin : son eau est soufrée[22],[23].

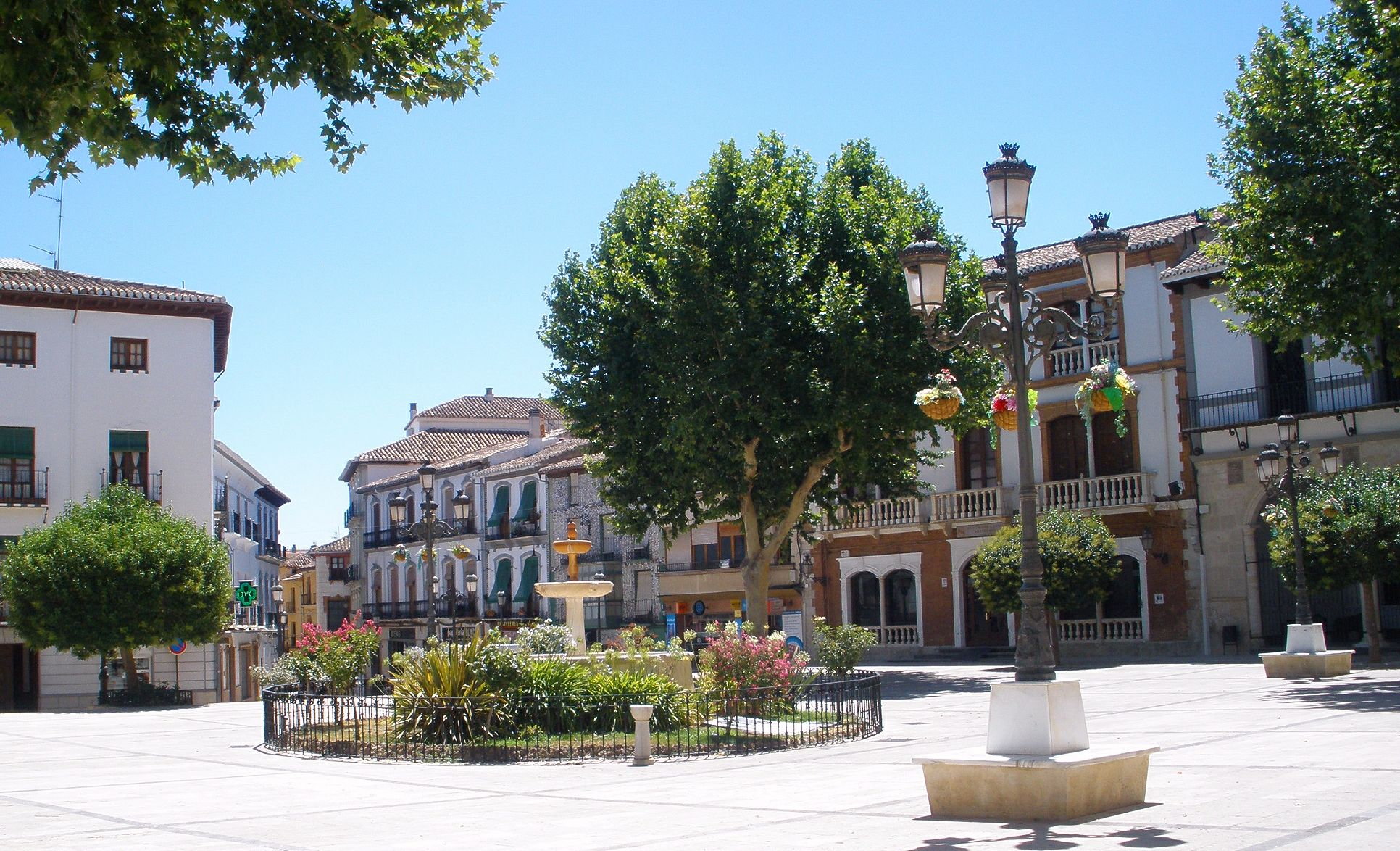
La Grand place
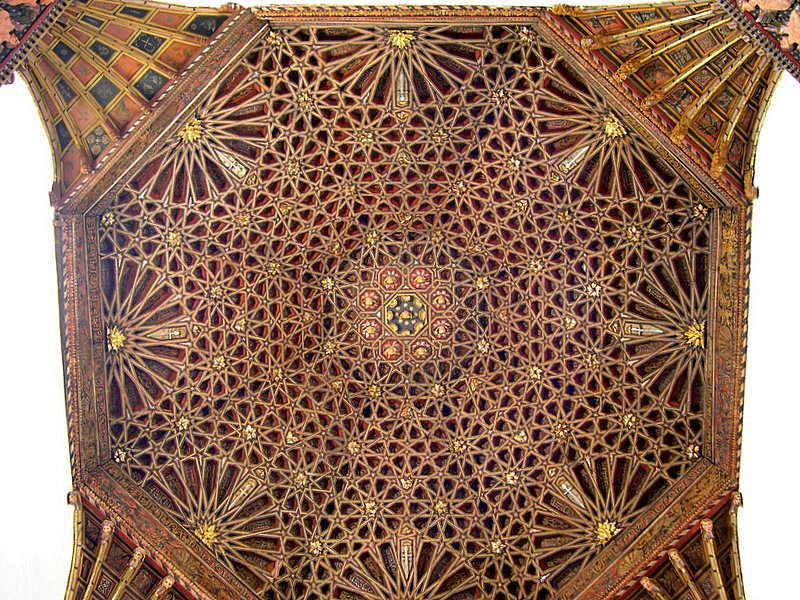
Plafond à caissons, sacristie de l'église de Santiago (es)
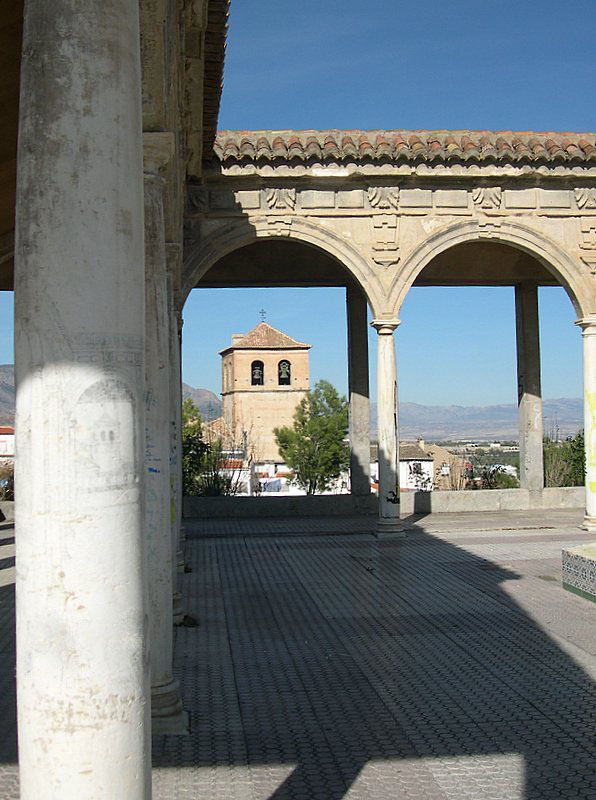
Une cour dans le fort de Baza (es)
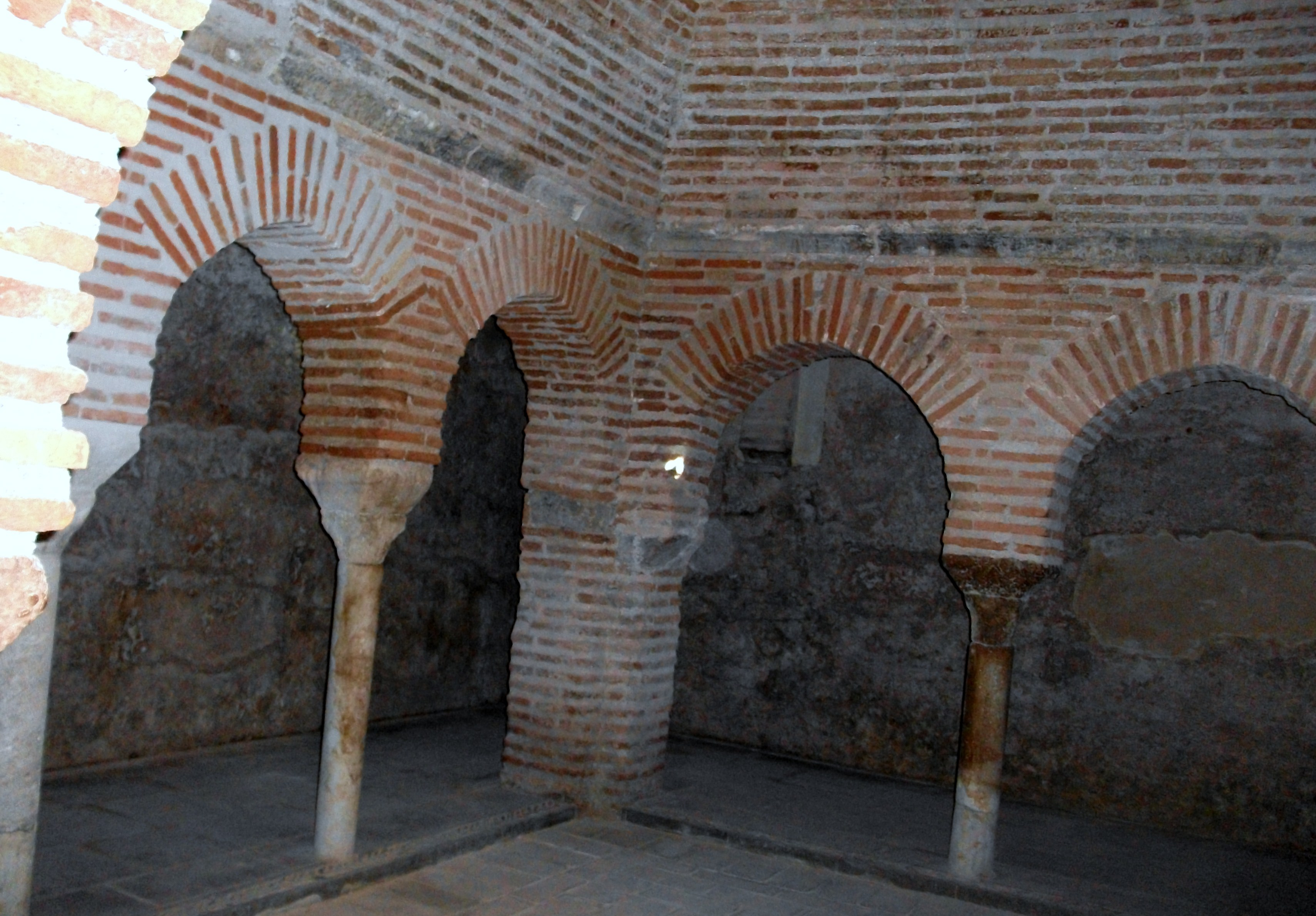
Bains arabes de Baza
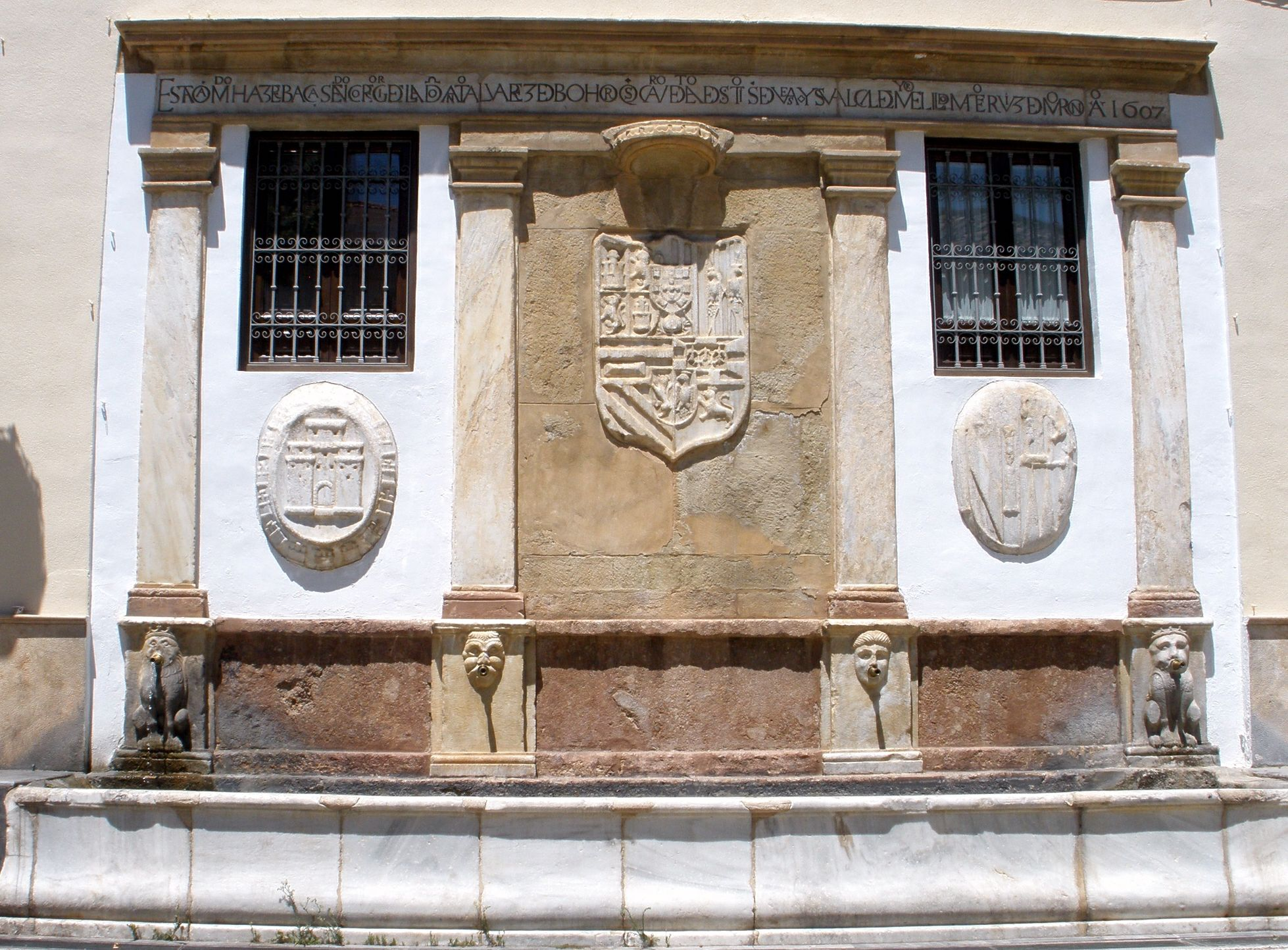
Fontaine des Caños Dorados
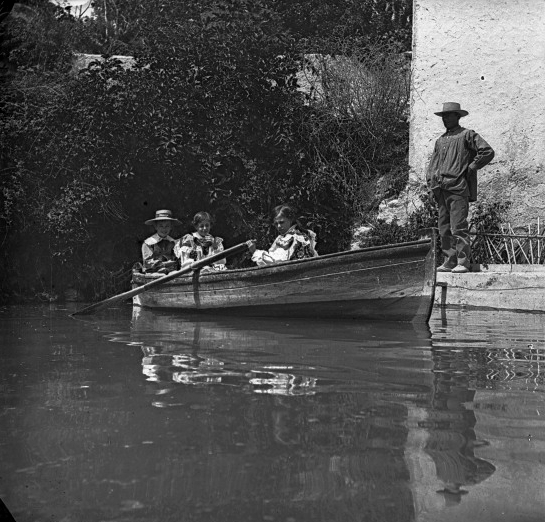
Les enfants de Gustave Gillman (es) canotant sur le bassin de la fontaine de l'Alcrebite
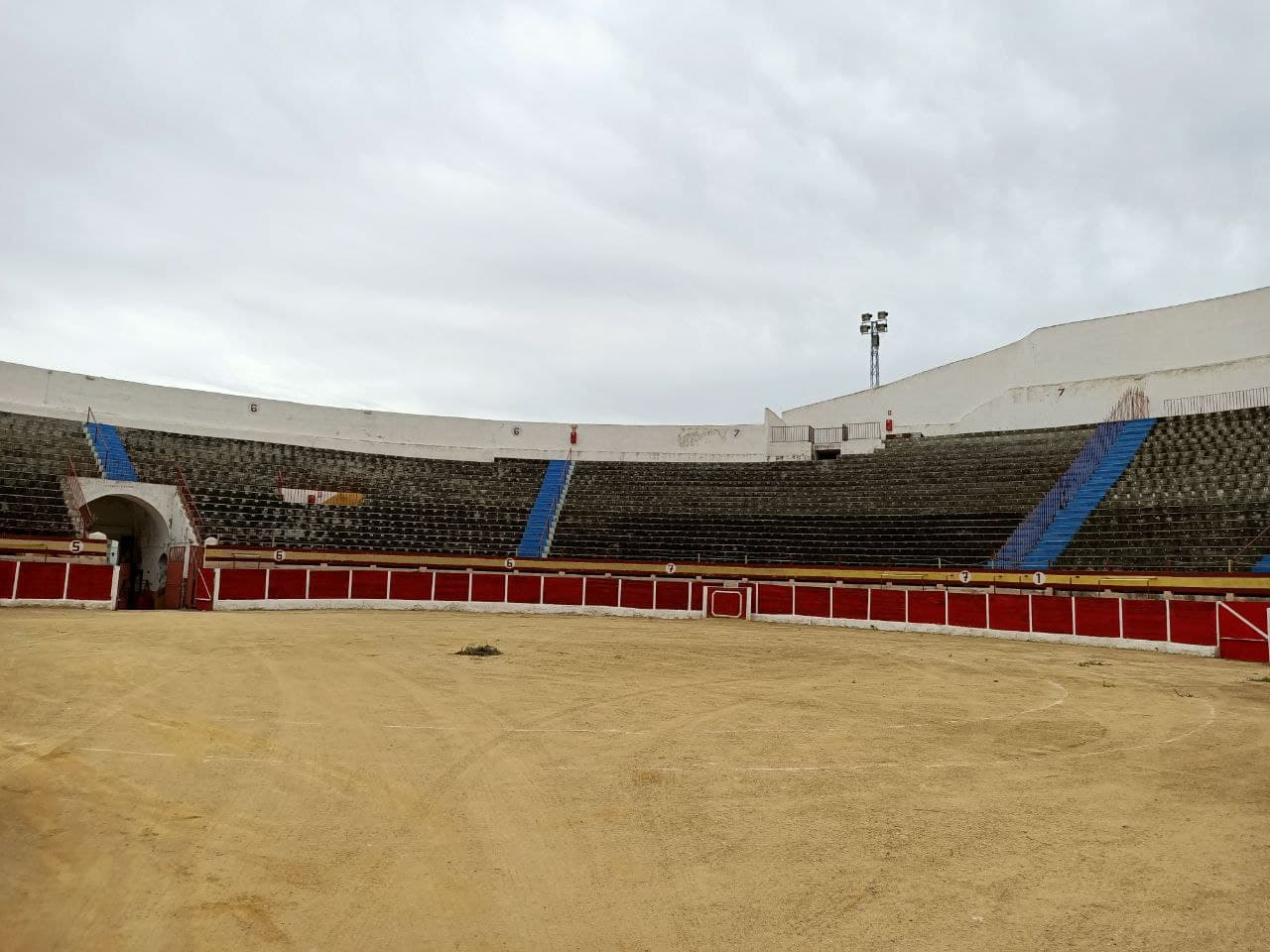
Arènes de Baza
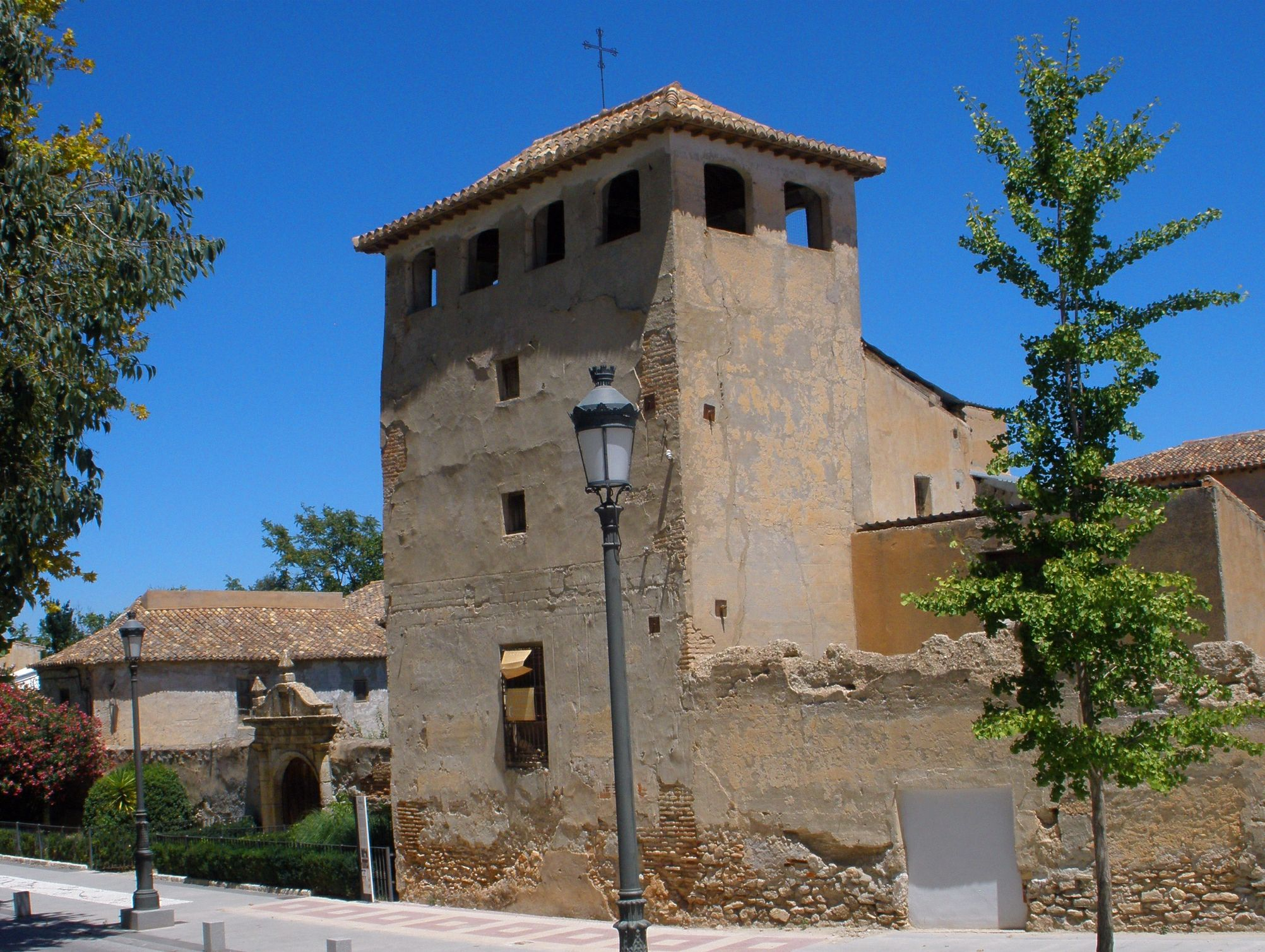
Palais des Enríquez

### Sur la commune hors Baza
- El Tesorero.
- Près du réservoir de Negratín :
  - les vestiges du château de Benzalema (es), qui faisait partie du système de défense de la vallée de Baza (es)[24],[n 7],[25]. Il y a dans les environs immédiats un monastère appelé La Granja, fondé à la suite de la donation de Benzalema en 1504 par María de Luna (es), veuve de Enrique Enríquez de Quiñones (es)[n 8], au monastère de San Jeronimo à Baza (es)[26].
  - La source chaude de los Baños de Zújar (d) , dont les thermes étaient à cheval sur Zújar et Baza sur la rive droite (côté sud) du Guardal, tout près du château de Benzalema (es).

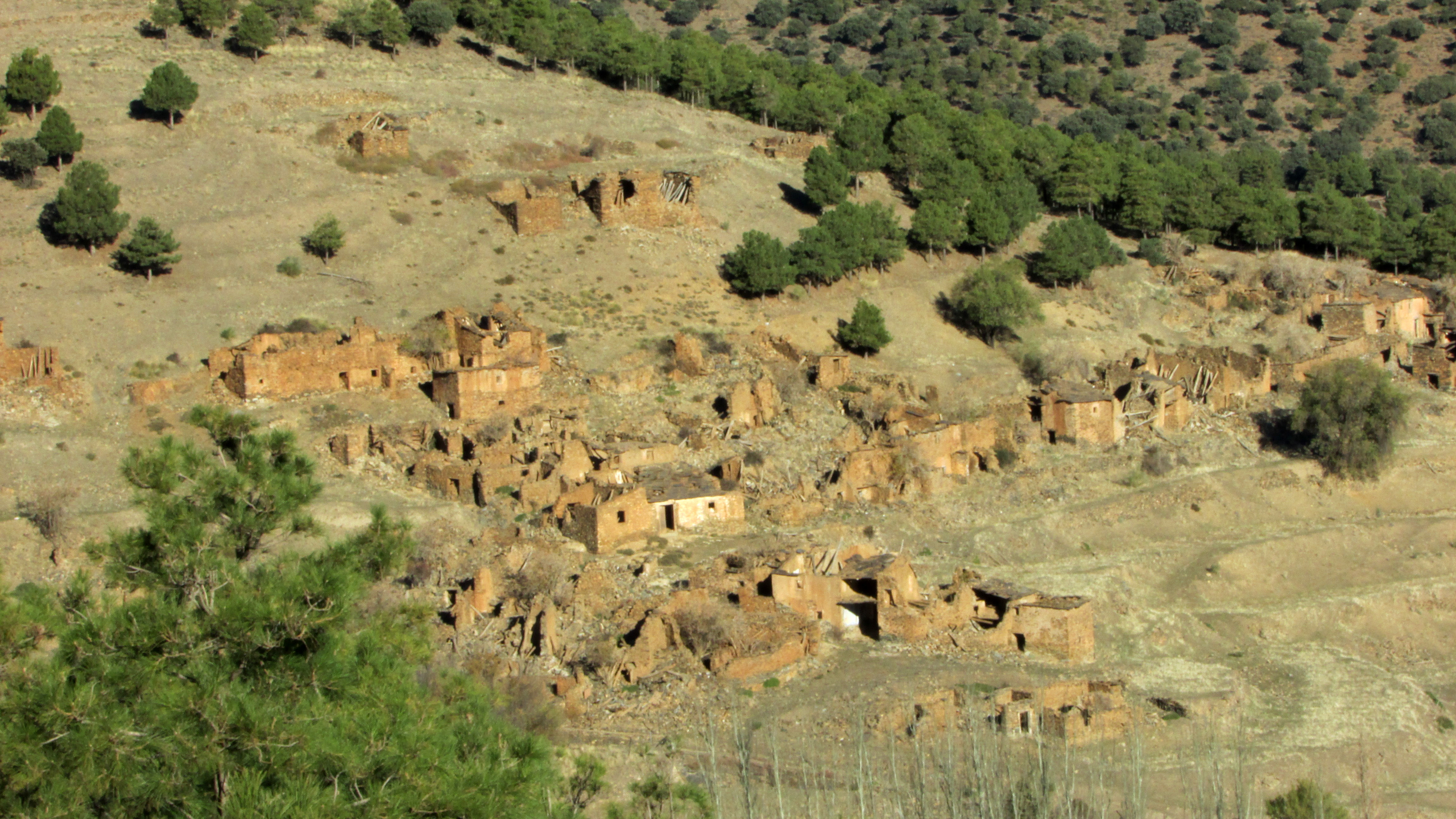
El Tesorero
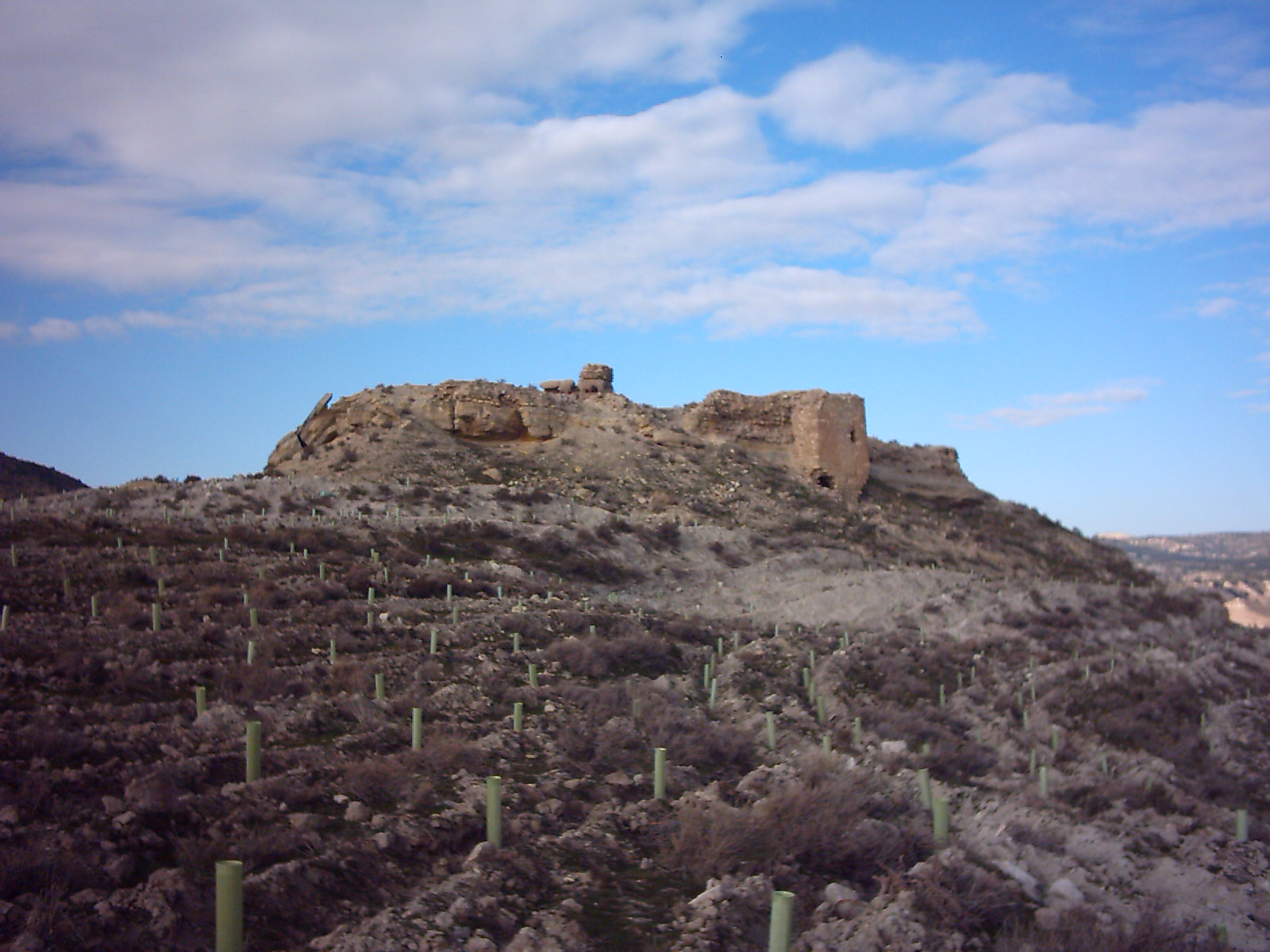
Castillo de Benzalema